# 史瓦帝尼君主列表
史瓦帝尼君主列表列出史瓦帝尼歷任酋長和國王（恩格温亚马）。

## 史瓦帝尼酋長時期
- 第1任：Mkhulunkosi

- 第2任：Qomizitha

- 第3任：Sukuta

- 第4任：Madlasomo

- 第5任：Ndlovu

- 第6任：Ngwekati

- 第7任：Mawawa

- 第8任：Sidvwabasilutfuli

- 第9任：Gebase

- 第10任：Kunene

- 第11任：Nkabingwe

- 第12任：Madlabane

- 第13任：Hhili

- 第14任：Dulunga

- 第15任：Dondobola

- 第16任：Sihuba

- 第17任：Mlangeni

- 第18任：Msimudze

- 第19任：Mbhondlo

- 第20任：Tembe

- 第21任：Sikhulumaloyo

- 第22任：Langa Samuketi

- 第23任：Nkomo（1200－1300年）

- 第24任：Khabako（1300－1355年）

- 第25任：Nkosi一世（1355－1400年）

- 第26任：Ngwane一世（1400－1435年）

- 第27任：Dlamini一世（Matalatala）（1435－1465年）

- 第28任：恩史瓦帝一世（Mswati I）（1480－1520年）

- 第29任：Ngwane二世（1520－1550年）

- 第30任：Dlamini二世（1555－1600年）

- 第31任：Nkosi二世（1600－1640年）

- 第32任：Mavuso一世（1645－1680年）

- 第33任：Magudulela（1680－1685年）

- 第34任：Ludvonga（1685－1715年）

- 第35任：Dlamini三世（1720－1744年）

## 第一王國時期（1780－1968年）
- 第1任：恩格瓦尼三世（1745－1780年）

- 第2任：Ngvudgunye（Zikodze）（1780－1815年）

- 第3任：索布扎一世（Ngwane IV 恩格瓦尼四世）（1815-1836年）

- 第4任：恩史瓦帝二世（Mswati II）（1840－1868年）

- 第5任：Queen Tsandzile Ndwandwe（1868－1875年）

- 第6任：路迪維格二世（Macaleni馬修尼）（未繼位已去世）

- 第7任：米巴德兹尼（迪里夢尼四世）（1875－1889年）

- 第8任：恩格瓦尼五世（1895－1899年）

## 最高酋長（英治時期）
- 第8任：恩格瓦尼五世（1895－1899年）
- 第9任：Queen Labotsibeni Gwamile Mdluli（攝政）（1899年12月10日－1921年12月22日）
- 第10任：索布扎二世（1921年12月22日－1968年9月2日）

## 第二王國時期：史瓦帝尼王國（1968年－）
| 称呼         | 生平                                  | 统治始        | 统治终        | 注释             | 王朝         | 肖像                    |
| ------------ | ------------------------------------- | ------------- | ------------- | ---------------- | ------------ | ----------------------- |
| 索布扎二世   | 1899年7月22日 – 1982年8月21日（83歲） | 1968年9月2日  | 1982年8月21日 | 恩格瓦尼五世之子 | 德拉米尼家族 | Sobhuza II of Swaziland |
| 恩史瓦帝三世 | 1968年4月19日                         | 1986年4月25日 |               | 索布扎二世之子   | 德拉米尼家族 | Mswati III of Swaziland |

索布札二世生于1899年7月22日，他的父亲恩格瓦尼五世在同年12月10日駕崩，使年仅数个月的索布札二世变继承了王位，他也是可确认的世界历史中在位最久的君主。由于继位时过于年幼，前期由他祖母Labotsibeni Mdluli摄政，直到1921年12月22日正式加冕亲政。
恩史瓦帝三世成年前的「授權人」：
- Sozisa Dlamini王子：1982年8月21日－1985年11月1日（1984年7月起暂停職務）

国王恩史瓦帝三世成年前的的摄政：
- Dzeliwe女王：1982年8月21日－1983年8月9日
- Sozisa Dlamini王子：1983年8月9日－8月18日（代理）
- Ntfombi女王：1983年8月18日－1986年4月25日